# Jože Jež
Jože Jež - Pepi, slovenski pevec, tekstopisec in skladatelj zabavne glasbe, * 28. junij 1968, Postojna.

## Življenje
Osnovno šolo je obiskoval v Vipavi. Z družino živi na Krasu v vasi Gorjansko.

## Glasbeno ustvarjanje
Z glasbo se je začel ukvarjati kot samouk, kantavtor. Kasneje je bil pevec pri garažnem bendu Karantanija. V najstniških letih je s kitaristom Borom Zuljanom ustanovil rock skupino Harry blue, ki je postala znana po uspešnici Mesto spi. 
Zaradi služenja vojaškega roka leta 1988 sledi enoletna pavza.
Z rock skupino Faust še v Jugoslaviji posname ploščo Vojne je konec, ki je svoje ime dobila ob izdaji plošče v Sloveniji.
( Podira se svet, Žurirat ne boli, Danes uživaj...)
Leta 1993 nastanejo Kalamari. 
S člani zasedbe je posnel osem zgoščenk. 
Več video spotov.
Leta 2004 je bilo njegovo besedilo za Slovensko popevko z naslovom Kup besed izbrano za najboljše.
Leta 2010 leti z Ansamblom Roka Žlindre in Kalamari v Oslo na Eurosong.
Leta 2013 zapusti skupino Kalamari.
V letih 2013 in 2014  igra Country glasbo predvsem v Italiji s skupino Wild spirits.
Kasneje se iz glasbenega življenja umakne in 7 let v roke ne prime kitare... 
Oktobra 2021 posname projekt Krasberry.
Oktobra 2022 posname Krasberry 2.
2023 pripravlja Krasberry 3.

## Dela
- Domek pod brinom, (2009), (COBISS)

## Diskografija
- Mesto spi (s skupino Harry blue), (1989)
- Vojne je konec (s skupino Faust), (1992)
- Dobra vila (s Kalamari), (1996)
- S tabo držim (s Kalamari), (1998)
- V vetru rdečih zastav (s Kalamari), (1999)
- Popoldne (s Kalamari), (2001)
- Kalamari, deset let (s Kalamari), (2003)
- Lahko letiš (s Kalamari), (2006)
- Nariši veliko srce (s Kalamari), (2009)
- Narodnozabavni rock (s Kalamari & ans.Roka Žlindre), (2010)
- Wild spirits ( S skupino Wild spirits ), ( 2012)